# يوم الصلعاء
يوم الصليفاء وقيل الصلعاءُ, إحدى أيام العرب بين هوازن وغطفان وكان سببه أن في إحدى مواجهات غطفان وهوازن إنقتل أخا دريد بن الصمة وهو عبد الله بن الصمة

فكان هاذا اليوم إنتقام دريد من غطفان وأخذ بثارة بقائد بني عبس وهو ذؤاب بن أسعاء وقال الشاعر في ذلك اليوم:

## ذكر دريد لغطفان
غزاهم دريد بن الصّمّة بالصّلعاء، فخرجت إليه غطفان فقال دريد لصاحبه: ما ترى؟ قال: أرى خيلا عليها رجال كأنهم الصبيان، أسنّتها عند آذان خيلها. قال: هذه فزارة، ثم قال: انظر ما ترى؟

قال: أرى قوما كأنّ عليهم ثيابا غمست في لجاب المعزى، قال: هذه أشجع، ثم قال: انظر ما ترى؟ قال: أرى قوما يجرّون رماحهم سودا، يخدّون الأرض بأقدامهم، قال: هذه عبس، أتاكم الموت الزؤام فاثبتوا، فالتقوا بالصلعاء فاقتتلوا، فلقى جماعة عبسٍ وذبيان وغطفان، فقتل منهم زهاء مائة قتيلٍ، وأسر ذؤاب بن أسماء بن زيد بن قارب، قاتل عبد الله بن الصمة، وبعث به إلى أمه ريحانة، لتقتله بعبد الله، فلم يصل إليها حتى قًتل.فكان الظفر لهوزان على غطفان، وقُتل ذؤاب بن زيد بن قارب العبسي فقال دريد:
وكانت أم دريدٍ (وهي ريحانة أخت عمرو بن معد يكرب) خضضته بشعرٍ لها على الطلب بثأر عبد الله أخيه، فقال: